# Luís da Silva Ribeiro
Luís da Silva Ribeiro (Angra do Heroísmo, 4 de dezembro de 1882 — Angra do Heroísmo, 24 de fevereiro de 1955) foi um jurista, intelectual, poeta, cronista e político português que se distinguiu como etnógrafo e animador do movimento cultural que levou à criação do Instituto Histórico da Ilha Terceira e das instituições equivalentes nos restantes antigos distritos dos Açores. Bacharel em Direito pela Universidade de Coimbra, regressou a Angra do Heroísmo, cidade onde residiu toda a sua vida e onde exerceu diversas cargos administrativos e políticos, pese embora a sua mal-disfarçada oposição ao Estado Novo e a suspeição com que sempre foi visto pelos poderes instalados após o Golpe de Estado de 28 de Maio de 1926. É autor de uma extensa obra publicada, compreendendo mais de 180 trabalhos, a maior parte no Boletim do Instituto Histórico da Ilha Terceira, mas com muitos trabalhos dispersos por periódicos lusófonos. Vitorino Nemésio dedicou-lhe a sua obra Corsário das Ilhas com as seguintes palavras, bem demonstrativas da consideração em que o tinha: "Ao Dr. Luís Ribeiro, alma e consciência da nossa ilha e dos Açores".

## Biografia
Nasceu na freguesia da Sé da cidade de Angra do Heroísmo, na atual Rua do Salinas, filho de João da Rocha Ribeiro, oficial do Exército (reformou-se como tenente-coronel), e de Emília da Silva e Carvalho da Rocha Ribeiro. Foi sobrinho-bisneto do grande comerciante e intelectual angrense João da Rocha Ribeiro, autor de algumas memórias sobre o comércio dos cereais, e do deão Frutuoso José Ribeiro, influente político miguelista dos tempos da Guerra Civil Portuguesa.
Completou os seus estudos primários e liceais na sua cidade natal, partindo depois, com a família, para Coimbra. Naquela cidade, matriculou-se na Universidade de Coimbra, obtendo o bacharelato em Direito a 20 de julho de 1907.
Acabado bacharelato, recusou continuar os estudos, regressando a Angra do Heroísmo, cidade onde residiria toda a sua vida e onde exerceu diversas cargos administrativos e políticos, pese embora a sua mal-disfarçada oposição ao Estado Novo e a suspeição com que sempre foi visto pelos poderes instalados após o Golpe de Estado de 28 de Maio de 1926.
Iniciou funções como delegado do Procurador da Coroa no Tribunal da Relação dos Açores em 1908. Durante um breve período, de 4 de julho a 2 de setembro de 1910, foi Administrador do Concelho e Comissário da Polícia de Angra do Heroísmo.
Após a implantação da República Portuguesa, foi nomeado, por alvará de 19 de dezembro de 1910, juiz auditor administrativo, iniciando uma carreira administrativa que manteria até atingir os 70 anos, então o limite de idade. Foi sucessivamente conservador do Registo Civil de Angra do Heroísmo, cargo que exerceu de 24 de março de 1911 a 16 de dezembro de 1924 e chefe da secretaria da Câmara Municipal de Angra do Heroísmo, cargo que exerceu de 2 de abril de 1925 a 4 de dezembro de 1952, dia em que atingiu o limite de idade. Esta sua longa carreira como chefe de secretaria foi contudo interrompida em 1931, ano em que foi demitido do cargo por suspeita de envolvimento na chamada Revolta das Ilhas, de abril de 1931, o último dos grandes movimentos armados do reviralhismo antissalazarista. Apesar de António de Oliveira Salazar ter inicialmente recusado rever o processo, por considerar inoportuno e inútil rever factos há tanto tempo ocorridos, acabou por ser readmitido e manteve a sua posição até ao limite de idade. Católico convicto, seria adepto do socialismo não-marxista. A 5 de outubro de 1929, foi agraciado com o grau de Oficial da Ordem Militar de Sant'Iago da Espada.
Em 1938, recebeu em sua casa Marcello Caetano, que então vinha aos Açores com a missão de estudar a reforma do Estatuto dos Distritos Autónomos das Ilhas Adjacentes, tendo a sua posição pró-autonomista sido influente na solução encontrada.
No campo político, foi Presidente da Câmara Municipal de Angra do Heroísmo, de 4 de janeiro a 24 de outubro de 1911; Presidente da Junta Geral do Distrito Autónomo de Angra do Heroísmo, de 2 de janeiro de 1914 a 11 de maio de 1915 e, novamente, de janeiro a julho de 1926; e Governador Civil do Distrito Autónomo de Angra do Heroísmo, nomeado por Decreto de 18 de janeiro de 1913.
Paralelamente, exerceu com brilhantismo a advocacia, tendo sido parte em alguns dos principais pleitos forenses travados em Angra do Heroísmo na primeira metade do século XX. Era o membro n.º 10/819 (inscrição n.º 519) da Associação dos Advogados de Lisboa, hoje Ordem dos Advogados Portugueses, associação profissional de que foi vogal do Conselho Distrital dos Açores em 1927-1929 e 1933-1935. Suspendeu a sua inscrição em 1949.
Foi um músico amador de mérito, tocando violino. Durante alguns anos, na década de 1920, exerceu funções de professor provisório de Canto Coral no Liceu de Angra do Heroísmo, então designado Liceu D. João de Castro.
É autor de mais de 180 trabalhos, na sua maioria nos domínios da etnografia, disciplina em que se distinguiu singularmente nos Açores, e da jurisprudência, a sua área de formação profissional.
Intelectual ativo e empenhado no desenvolvimento cultural da sociedade açoriana, foi o principal dinamizador da fundação do Instituto Histórico da Ilha Terceira, instituição a que presidiu desde a fundação até à sua morte em 1955. Como presidente do Instituto foi também o principal editor do Boletim do Instituto Histórico da Ilha Terceira, periódico a que dedicou grande atenção, publicando nele largas dezenas de artigos da sua autoria e encorajando incessantemente a contribuição de outros intelectuais da época. Esse seu labor editorial, e a coordenação e rigor na seleção de artigos que soube impor, fizeram daquela publicação a melhor publicação científica açoriana da sua época, ainda hoje não ultrapassada na diversidade e qualidade das contribuições inseridas.[carece de fontes?]
Interessou-se sobremaneira pela comparação da linguagem, usos e costumes açorianos com os da América do Sul, em particular com os do Rio Grande do Sul e outras áreas de fixação de comunidades de origem açórica, mantendo extensa colaboração com o etnógrafo de origem alemão Fritz Krüger (1889 - 1974), à época diretor do Instituto de Linguística da recém-fundada Faculdade de Filosofia e Letras da Universidad Nacional de Cuyo, em Mendoza, Argentina.
Para além do Instituto Histórico da Ilha Terceira, foi membro do Instituto Português de Arqueologia, História e Etnografia, Sociedade Portuguesa de Antropologia, do Consejo Superior de Investigaciones Cientifícas (Espanha), do Instituto de História e Geografia do Rio Grande do Sul, da Sociedad Tucumana de Folklore (México), da Academia de Mendoza da Universidad Nacional de Cuyo (Mendoza, Argentina) e da Real Academia de Jurisprudencia y Legislación de Madrid.
Foi também sócio correspondente da Sociedade de Geografia de Lisboa, admitido a 14 de maio de 1917 por proposta do almirante Ernesto de Vasconcelos. Era também membro do Instituto de Coimbra, em cujos periódicos colaborou.
Na sua atividade como antropólogo, considerava o filólogo e antropólogo português Leite de Vasconcelos como o seu mestre e mentor, mantendo com ele assídua correspondência e publicando múltiplos artigos nas revistas por ele dirigidas, com destaque para a Revista Lusitana.
Faleceu na sua casa da Rua do Salinas, em Angra do Heroísmo, a 24 de fevereiro de 1955.
Existe um retrato a óleo de Luís da Silva Ribeiro, da autoria de Francisco Coelho Maduro Dias, reproduzido a preto e branco no In Memoriam publicado em 1982.

## Obras publicadas
A sua obra é muito extensa, cobrindo matérias de etnografia, jusrisprudência, história e política, encontrando-se dispersa por dezenas de periódicos e publicações avulsas. Estão recenseados pelo menos 180 títulos da sua autoria. A sua obra foi em boa parte reunida pelo Instituto Histórico da Ilha Terceira e publicada em 4 volumes (I - Etnografia; II - História; III - Vária; e IV - Escritos Político-Administrativos). Assim, a lista que se apresenta é necessariamente incompleta, incluindo apenas os títulos mais relevantes ou mais conhecidos:
- Linguagem popular da Ilha Terceira - notas para um vocabulário, Açoreana, Boletim da Sociedade Afonso Chaves, volume I, n.º 1, pp. 10-33, Ponta Delgada, 1934.
- Notas de Etnografia da Terceira, Revista Lusitana, vol. XXXVI, pp. 168-196, Lisboa, 1938.
- O Patrono dos Emigrantes São João Baptista Machado, Livraria Editora Andrade, Angra do Heroísmo, 1941.
- Documentos relativos à conquista da Ilha Terceira pelo Marquês de Santa Cruz, Boletim do Instituto Histórico da Ilha Terceira, vol. III, 1945.
- Cartas de José Augusto Cabral de Melo a Almeida Garrett, introdução e notas de Luís da Silva Ribeiro, Boletim do Instituto Histórico da Ilha Terceira, vol. XII, 1954.
- Posturas da Câmara Municipal de Angra em 1788, Boletim do Instituto Histórico da Ilha Terceira, vol. XII, 1954.
- Indústrias Terceirenses de carácter artístico e sua valorização (inquérito), Boletim do Instituto Histórico da Ilha Terceira, vol. XIII, 1955.
- Moedas em imagens, Boletim do Instituto Histórico da Ilha Terceira, n.º 6, Angra do Heroísmo, 1956.
- Adivinhas populares terceirenses, Boletim do Instituto Histórico da Ilha Terceira, vol. VIII (8) 1950, p. 114-143.
- Alfenim. Vária, Boletim do Instituto Histórico da Ilha Terceira, vol. VI (6) 1948, p. 281-282.
- Alocução do presidente do Instituto na sessão inaugural em 25 de Março, Boletim do Instituto Histórico da Ilha Terceira, vol. I (1) 1943, p. 1-6.
- Alpardo. Vária, Boletim do Instituto Histórico da Ilha Terceira, vol. VIII (8) 1950, 274-275.
- Uma antiga carta da Terceira. Vária, Boletim do Instituto Histórico da Ilha Terceira, vol. V (5) 1947, p. 295.
- Um ar. Vária, Boletim do Instituto Histórico da Ilha Terceira, vol. III (3) 1945, p. 336.
- Arcaísmos na linguagem popular da ilha Terceira, Boletim do Instituto Histórico da Ilha Terceira, vol. I (1) 1943, p. 96-109.
- Batata doce. Vária, Boletim do Instituto Histórico da Ilha Terceira, vol. VIII (8) 1950, p. 275.
- O primeiro centenário do Liceu Nacional da Horta. Horta. Faial. 1953, Boletim do Instituto Histórico da Ilha Terceira, vol. XII (12) 1954, p. 159-260.
- Bibliografia. Quatro plantas úteis nas tradições populares açorianas por Carreiro da Costa. Ponta Delgada. 1952, Boletim do Instituto Histórico da Ilha Terceira, vol. X (10) 1952, p. 262-263
- Bibliografia. Raposo Marques. Os Açores. Conferência proferida no Instituto de Coimbra em 5 de Junho de 1952. Coimbra 1952. Sep. do vol. 116 da revista O Instituto, X (10) 1952, p. 265
- Bibliografia. Rui Galvão de Carvalho. Poesia popular dos Açores na revista "Quatro Ventos", n.os 2 e 3, Ano I, página 178, Boletim do Instituto Histórico da Ilha Terceira, vol. XIII (13) 1955, p. 270.271.
- Bibliografia. Sobre as capas das mulheres nos Açores, pelo Prof. Dr. Wilhelm Giese. Sep. da revista "Açoriana" vol. IV, página 302. Angra do Heroísmo, 1949, X (10) 1952, p. 263-264
- Bibliografia. Teotónio Machado Pires. Temas regionais. Interpretações geoeconómicas e sociais. Angra do Heroísmo. 1953, XI (11) 1953, p. 250
- Bibliografia. Walter F. Piazza. Açoreanos em Santa Catarina. Florianópolis. 1953. Sep. do Anuário Catarinense. 1953, n.º 6, Boletim do Instituto Histórico da Ilha Terceira, vol. XI (11) 1953, p. 246-247
- Uma carta de José Augusto Cabral de Melo. Vária, Boletim do Instituto Histórico da Ilha Terceira, vol. I (1) 1943, p. 186-187.
- Cartas da América, Boletim do Instituto Histórico da Ilha Terceira, vol. V (5) 1947, p. 231-246.
- Casas juncadas. Vária, Boletim do Instituto Histórico da Ilha Terceira, vol. II (2) 1944, p. 302.
- Cervantes nos Açores, Boletim do Instituto Histórico da Ilha Terceira, vol. X (10) 1952, p. 239-247.
- A chave e o coração. Vária, Boletim do Instituto Histórico da Ilha Terceira, vol. III (3) 1945, p. 335.
- O cigarro de folha de milho, Boletim do Instituto Histórico da Ilha Terceira, vol. XII (12) 1954, p. 253-257.
- Comemorações do I centenário do falecimento de Almeida Garrett, Boletim do Instituto Histórico da Ilha Terceira, vol. XIII (13) 1955, p. 256-263.
- Comunicação: gravação da música popular, XI (11) 1953, p. 261-274
- A dança do pau de fitas. Vária, Boletim do Instituto Histórico da Ilha Terceira, vol. XIII (13) 1955, p. 295-296.
- Discurso proferido pelo presidente do Instituto na sessão de 29 de Dezembro, Boletim do Instituto Histórico da Ilha Terceira, vol. VIII (8) 1950, p. 173-193.
- Dois documentos respeitantes a Francisco Salinas, Boletim do Instituto Histórico da Ilha Terceira, vol. V (5) 1947, p. 261-264.
- Dois topónimos terceirenses. Vária, Boletim do Instituto Histórico da Ilha Terceira, vol. I (1) 1943, p. 188.
- Dr. Elmiro Mendes. Necrologia, Boletim do Instituto Histórico da Ilha Terceira, vol. XII (12) 1954, p. 268-269.
- Dr. Julião Soares de Azevedo. Necrologia, Boletim do Instituto Histórico da Ilha Terceira, vol. XI (11) 1953, p. 243.
- Dr. Manuel Cardoso de Couto. Necrologia, Boletim do Instituto Histórico da Ilha Terceira, vol. XI (11) 1953, p. 242-243
- Excerto de um diário. Vária, Boletim do Instituto Histórico da Ilha Terceira, vol. VIII (8) 1950, p. 271.
- As festas de Maio na ilha Terceira: o nome: a monda, Boletim do Instituto Histórico da Ilha Terceira, vol. XIV (14) 1956, p. 196-211.
- Fiados. Vária, Boletim do Instituto Histórico da Ilha Terceira, vol. XIII (13) 1955, p. 294-296.
- Gervásio Lima. Necrologia, Boletim do Instituto Histórico da Ilha Terceira, vol. III (3) 1945 p. 322-324.
- Homenagem a Ferreira Drumond. Vária, Boletim do Instituto Histórico da Ilha Terceira, vol. IX (9) 1951, p. 241-242.
- Homenagem ao Dr. Henrique Braz, Boletim do Instituto Histórico da Ilha Terceira, vol. VI (6) 1948, p. 187-198.
- Indústrias terceirenses de carácter artístico e sua valorização: inquérito, Boletim do Instituto Histórico da Ilha Terceira, vol. XIII (13) 1955, p. 29-64.
- Influência portuguesa no adagiário gaucho: comunicação ao II congresso brasileiro de folclore reunido em Curitiba, Boletim do Instituto Histórico da Ilha Terceira, vol. XIII (13) 1955, p. 196-226.
- A lenda de Nossa Senhora da Ajuda, Boletim do Instituto Histórico da Ilha Terceira, vol. VIII (8) 1950, p. 223-235.
- Livro das avaliações dos ofícios das ilhas dos Açores 1961, Boletim do Instituto Histórico da Ilha Terceira, vol. XIII (13) 1955, p. 227-255.
- Macareo. Vária, Boletim do Instituto Histórico da Ilha Terceira, vol. IV (4) 1946, p. 301.
- Manuel Dionísio. Necrologia, Boletim do Instituto Histórico da Ilha Terceira, vol. XII (12) 1954, p. 269.
- Missões de estudo. Vária, Boletim do Instituto Histórico da Ilha Terceira, vol. XI (11) 1953, p. 286.
- Moedas em imagens. Vária, Boletim do Instituto Histórico da Ilha Terceira, vol. III (3) 1945, p. 335.
- Música popular. Vária, Boletim do Instituto Histórico da Ilha Terceira, vol. XIII (13) 1955, p. 294.
- Nomes de ventos e do diabo. Vária, Boletim do Instituto Histórico da Ilha Terceira, vol. II (2) 1944, p. 299-302.
- Orações do pão na ilha Terceira, Boletim do Instituto Histórico da Ilha Terceira, vol. VI (6) 1948, p. 233-257.
- O padre António Vieira e os colonos ilhéus no Brasil. Vária, Boletim do Instituto Histórico da Ilha Terceira, vol. II (2) 1944, p. 299.
- O pão. Vária, Boletim do Instituto Histórico da Ilha Terceira, vol. V (5) 1947, p. 284.
- O pastoreio na ilha Terceira, Boletim do Instituto Histórico da Ilha Terceira, vol. I (1) 1943, p. 110-122.
- Pombinhas nos telhados. Vária, Boletim do Instituto Histórico da Ilha Terceira, vol. XII (12) 1954, p. 289-290.
- Portões. Vária, Boletim do Instituto Histórico da Ilha Terceira, vol. VI (6) 1948, p. 283.
- Posturas da Câmara Municipal de Angra de 1788, Boletim do Instituto Histórico da Ilha Terceira, vol. XII (12) 1954, p. 188-252.
- Professor Edmund B. Delabarre. Necrologia, Boletim do Instituto Histórico da Ilha Terceira, vol. III (3) 1945, p. 327.
- A propósito de uma cantiga. Vária, Boletim do Instituto Histórico da Ilha Terceira, vol. VI (6) 1948, p. 278-281.
- O Ramo nas tavernas, Boletim do Instituto Histórico da Ilha Terceira, vol. V (5) 1947, p. 285-286.
- Reforma das posturas do Concelho de Angra, em 1655, Boletim do Instituto Histórico da Ilha Terceira, vol. IX (9) 1951, p. 121-182.
- Rimas infantis, Boletim do Instituto Histórico da Ilha Terceira, vol. II (2) 1944, 263-275.
- O romance de algumas mágoas do terramoto de Vila Franca em 1522, Boletim do Instituto Histórico da Ilha Terceira, vol. IX (9) 1951, p. 194-202.
- Roqueiras. Vária, Boletim do Instituto Histórico da Ilha Terceira, vol. I (1) 1943, p. 187-188.
- Saudade na poesia popular açoriana, Boletim do Instituto Histórico da Ilha Terceira, vol. XI (11) 1953, p. 220-241.
- Segundo centenário da colonização açoriana no sul do Brasil. Vária, Boletim do Instituto Histórico da Ilha Terceira, vol. VI (6) 1948, p. 278.
- O sino de correr. Vária, Boletim do Instituto Histórico da Ilha Terceira, vol. VII (7) 1949, p. 318-319.
- Sortes de S. João. Vária, Boletim do Instituto Histórico da Ilha Terceira, vol. IV 1946, p. 301-302.
- Uma superstição. Vária, Boletim do Instituto Histórico da Ilha Terceira, vol. VIII (8) 1950, p. 271-272.
- Superstições comuns ao Brasil e aos Açores, Boletim do Instituto Histórico da Ilha Terceira, vol. VI (6) 1948, p. 124-140.
- Tenente-Coronel Alberto Artur Sarmento. Necrologia, Boletim do Instituto Histórico da Ilha Terceira, vol. XI (11) 1953, p. 244.
- Tinturaria vegetal. Vária, Boletim do Instituto Histórico da Ilha Terceira, vol. IX (9) 1951, p. 244-245.
- Um topónimo terceirense. Arrochela, Boletim do Instituto Histórico da Ilha Terceira, vol. XII (12) 1954, p. 288-289.
- Touradas à corda. Vária, Boletim do Instituto Histórico da Ilha Terceira, vol. VII (7) 1949, p. 317-318.
- Velórios. Vária, Boletim do Instituto Histórico da Ilha Terceira, vol. X (10) 1952, p. 274-277.